# 清州 (唐朝)
清州，中国唐朝时设置的州。
唐高宗永徽六年（656年）分庄州招抚牂柯蛮南谢部设置清州，属黔州都督府，治清兰县（今贵州省安顺市平坝区马场镇）。武则天聖曆元年（698年）清州改属庄州都督府。唐中宗景龙四年（710年）清州改属播州都督府。唐玄宗先天二年（713年）清州改属黔州都督府。唐宪宗元和二年（807年）清州改属黔州观察使。